# Erastria lysima
Erastria lysima is een vlinder uit de familie van de spanners (Geometridae). De wetenschappelijke naam van de soort is als Syrrhodia lysima voor het eerst geldig gepubliceerd in 1926 door Prout.